# ترابط جنسي

التصالب التجريبي الذي قام به توماس مورغان في محاولة لتوضيح كيفية ورارثة الطفرة المتسببة في العين البيضاء في ذبابة الفاكهة.

يصف الارتباط الجنسي أو الترابط الجنسي (بالإنجليزية: Sex linkage) أنماط الوراثة والأنماط الظاهرية لها عند وجود جين طَفري (أليل) على الكروموسوم الجنسي بدلاً من أن يكون على الكروموسوم الجسمي. وبالتالي فهو يختلف عن الطرق السائدة والمتنحية للوراثة.
بما أن لدى البشر أضعاف عدد الجينات على الكروموسوم X مقارنة بالكروموسوم Y عند الذكور، تكون السمات المرتبطة بـ X أكثر شيوعاً من السمات المرتبطة بـ Y. بالإضافة إلى ذلك، تكون السمات المتنحية المرتبطة بـ X أكثر شيوعاً من السمات السائدة المرتبطة بـ X، كما أن السمات المتنحية المرتبطة بـ X تؤثر على الذكور بشكل أكثر بكثير من الإناث، نظراً لأن الذكور بحاجة إلى كروموسوم X واحد فقط لكي يتم التعبير الجيني عن الِسمة.
في البشر، يتم توريث السمات المرتبطة بـ X من قبل الأم الحاملة للمرض أو من الأم المتأثرة أو من الأب المتأثر به.
في السمات المتنحية المرتبطة بX، في حال كان الأب غير متأثر بالمرض والأم حاملة له (أي من غير أن تكون الأم مصابة به بشكل ظاهري)، فإن فرصة إصابة الابن بشكل ظاهري تكون 50٪، كما تكون فرصة إصابته بشكل جيني 100%.
في المقابل، تكون فرصة إصابة الابنة بالمرض بشكل ظاهري (في نفس الحالة المذكورة سابقاً) 0%. ولكن تكون فرصة إصابتها بشكل جيني 50%. ومع ذلك، قد تحدث بعض الحالات الاستثنائية في حال تم تعطيل الصبغي X.
الفرق بين النمط الظاهري والنمط الجيني هو أنه في النمط الظاهري يكون الشخص متأثراً بالمرض في حين أنه في النمط الجيني يكون الشخص حاملاً له جينياً ولكن غير متأثر به.
إذا كان الأب متأثر بالمرض بشكل ظاهري ولكن الأم غير حاملة له (لا جينياً ولا ظاهرياً)، فعند إذن لن يتأثر الابن مطلقاً، لأنه لا يرث كرموسوم X من الأب. ولكن في نفس هذه الحالة، ستكون الابنة حاملة للمرض جينياً بلا شك. في حال كان سائداً، ستكون الابنة متأثرة بالمرض ظاهرياً وجينياً بلا شك.
هناك بعض السمات المرتبطة بY. يتم توارث هذه السمات من الأب إلى أبنائه الذكور فقط وتكون دائماً ظاهرية.
نسبة حدوث الحالات المتنحية المرتبطة بX في الإناث هو مربع ذلك في الذكور: على سبيل المثال، إذا كان هناك واحد من بين كل 20 من الذكور في مجموعة ما مصاب بعمى اللون الأحمر والأخضر، فمن المتوقع أن تكون واحدة من كل 400 أنثى من السكان مصابة به (1/20)*(1/20).
تختلف أنماط الوراثة في الحيوانات التي تستخدم أنظمة مختلفة لتحديد الجنس. في نظام تحديد الجنس ZW الذي تستخدمه الطيور، يتم عكس نمط الثدييات، لأن الذكر هو الجنس المتماثل (ZZ) والإناث هي الجنس المتغاير (ZW).
في علم الوراثة الكلاسيكية، يتم إجراء تجربة التزاوج التي تسمى التصالب المتبادل لاختبار ما إذا كانت سمة الحيوان مرتبطة بالجنس.
شكل توضيحي لبعض نتائج الوراثة المرتبطة بX:
| (ا) | (ب) | (ج) |

(أ) لدى الأب المصاب أليل سائد واحد مرتبط بX (متغاير) ولدى الأم أليل متنحي متماثل: سوف تتأثر البنات فقط (الكل).
(ب)الآن تُسمى الأم المصابة متغايرة مع نسخة واحدة من الأليل السائد المرتبط بـ X: سيكون لدى كل من البنات والأبناء احتمال 50٪ للتأثر بالمرض.
(ج)الآن تسمى الأم المتغايرة «حاملة» لأن لديها نسخة واحدة من الأليل المتنحي. سيكون لدى الأبناء احتمال أن يتأثروا بنسبة 50٪ بشكل ظاهري (وجيني)، وستصبح 50٪ من الفتيات غير المتأثرات حاملات للمرض (بشكل جيني) مثل والدتهن.

## الوراثة السائدة المرتبطة بـ X

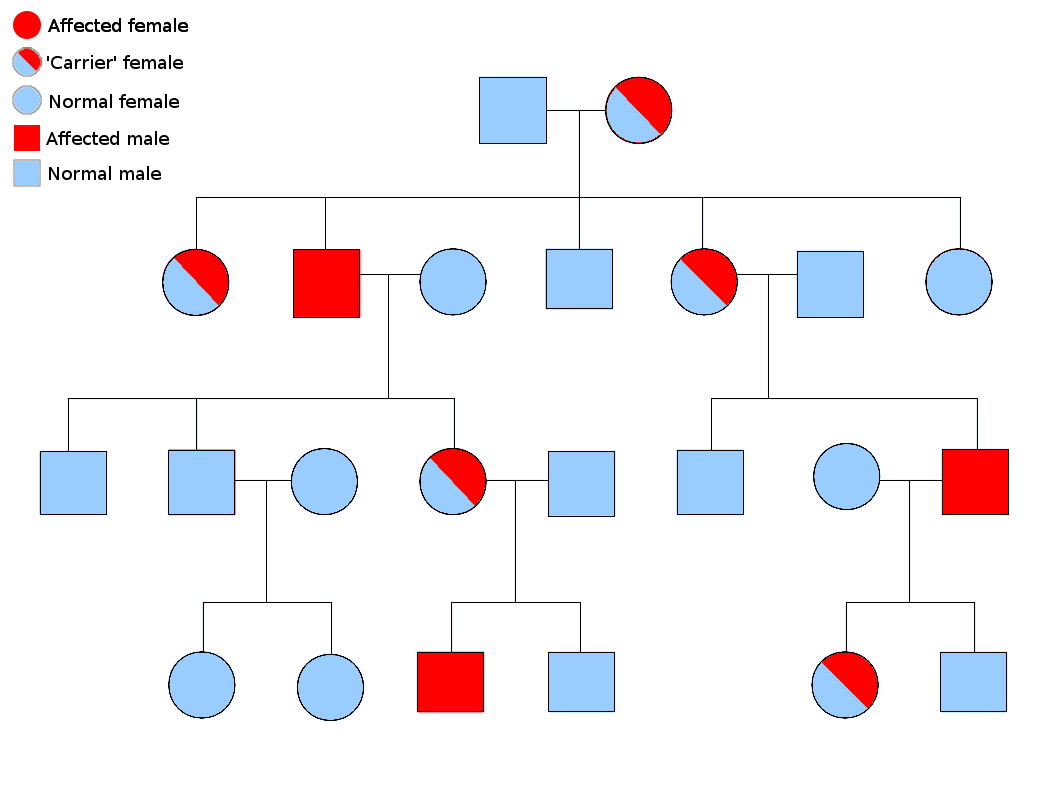
رسم بياني يوضح وراثة بعض الاضطرابات المرتبطة بالجنس.

إذا كانت الأم لوحدها متأثرة بالمرض بطريقة سائدة مرتبطة بX، فإن لدى جميع الأولاد فرصة بنسبة 50٪ في وراثة الطفرة وبالتالي الإصابة بالاضطراب.
في المقابل، إذا كان الأب لوحده فقط متأثراً بالمرض بطريقة سيادية، ستتأثر الابنة بنسبة 100% حيث أنها ترث كروموسوم X من الأب، في حين سيتأثر الابن بنسبة 0% ، لأنه لا يرث كروموسوم X من الأب.
بشكل عام هناك سمات متنحية مرتبطة بـ X أكثر من السمات السيادية المرتبطة بـ X، وهذا بسبب أن السيادة المرتبطة ب X تتطلب أن تكون السمة مع جزء صغير فقط من التعبير الجيني للسيادة الكروموسومية الجسمية، حيث يتم تعطيل ما يناهز نصف (50%) كروموسومات X في الإناث (أو ما يصل إلى 90 ٪ في بعض الحالات).
- متلازمة البورت
- متلازمة كفن - لوري (CLS)
- متلازمة X الهشة
- قصور جاوات الدرقية
- سلس البول
- متلازمة ريت (RS)
- الكساح المقاوم لفيتامين د ( نقص فوسفات الدم المرتبط بالأكسجين )

للاستزادة طالع صفحة وراثة سائدة مرتبطة بX

## الوراثة المتنحية المرتبطة بـ X
تُسمى الإناث اللاتي لديهن طفرة متنحية متغايرة مرتبطة بـ X «بالحاملات أو الناقلات» ولا تظهر بشكل عام أعراض سريرية للاضطراب، حيث أن الاضراب يكون جينياً فقط من غير أن يكون ظاهري. على الرغم من ذلك، هناك بعض الاختلافات التي قد تظهر عند تعطيل الكروموسوم X والتي تؤدي إلى درجات متفاوتة من التعبير السريري عند الإناث الحاملة للمرض لأن بعض الخلايا ستعبر جينياً عن أليل X واحد والبعض الآخر سيعبر عن الآخر.
في المقابل، إذا كان لدى الذكور طفرة متنحية متغايرة مرتبطة بـ X، فإنهم بلا شك سيكونون مصابين بالاضطراب بشكل ظاهري (وجيني)، لأن الذكور ليس لديهم سوى كروموسوم X واحد وبالتالي يكون لديهم نسخة واحدة فقط من الجينات المرتبطة بـ X.
إذا كانت الأم حاملة للمرض (جينياً وليس ظاهرياً)، يكون لدى جميع أطفالها فرصة 50 ٪ من وراثة الطفرة إذا كان الأب لا يحمل الأليل المتنحي.
في المقابل، إذا كان الأب متأثر بالمرض، ستكون جميع بناته حاملين للمرض (على افتراض أن الأم ليست مصابة أو أنها حاملة للمرض)، حيث أن الإناث ترث السمات الكروموسومية المرتبطة بX.
إذا لم تكن الأم حاملةً للمرض، فلن يتأثر أي من الذكور من الأب سواءً كان الأب متأثراً أو لا، حيث يرث الذكور كروموسوم الأب Y فقط.
- متلازمة آرسكوغ سكوت
- الحثل الكظرية الحاد (ALD)
- بروتون agammaglobulinemia
- عمى الألوان
- متلازمة الحساسية الاندروجينية الكاملة
- تضيق القناة الخلقية ( استسقاء الرأس )
- ضمور العضلات
- مرض فابري
- الجلوكوز 6 فوسفات نقص الهيدروجيناز
- الهيموفيليا A وB
- متلازمة هنتر
- ورثت مرض الكلى السكري الكاذب
- مرض مينكس (متلازمة الشعر الغريبة)
- نقص كاربامويل ترانسفيراز أورنيثيني
- متلازمة ويسكوت ألدريش

للاسنزادة طالع صفحة وراثة متنحية مرتبطة بX

## المرتبطة بـY
يصف ارتباط Y السمات التي تنتجها الجينات الموجودة على كروموسوم Y. يمكن أن يكون من الصعب اكتشاف الارتباط Y. هذا لأن كروموسوم Y صغير ويحتوي على جينات أقل من الكروموسومات الجسمية أو كروموسوم X.
للاستزادة: طالع صفحة ارتباط Y.

## السمات المرتبطة بالجنس في الحيوانات الأخرى
1. العين البيضاء في ذبابة الفاكهة السوداء - أول جين مرتبط بالجنس تم اكتشافه.[7]
2. لون الفراء في القطط المنزلية: الجين الذي يسبب الصباغ البرتقالية يكون على كروموسوم إكس. وبالتالي فإن قطط كاليكو أو قطط صدفة السلحفاة، مع كل من الصباغ الأسود (أو الرمادي) والبرتقالي، تكون دائمًا أنثى.
3. أول جين مرتبط بالجنس تم اكتشافه على الإطلاق هو الجين المتنحي المرتبط «باللون اللاكتي» في عثة أرفية الكشمش من قبل العالم ليونارد دونكاستر.[8]